# Stephen Fumio Hamao
Stephen Fumio Hamao (濱尾 文郎 Hamao Fumio) (9 de marzo de 1930 – 8 de noviembre de 2007) fue un cardenal japonés de la Iglesia católica, que sirvió como Presidente del Pontificio Consejo para la Pastoral de los Emigrantes e Itinerantes. Fue creado cardenal por el Papa Juan Pablo II en 2003.

## Biografía
Hamao nació en Tokio, siendo el tercer hijo del vizconde Shirō Hamao (1896–1935), que era hijo adoptivo del vizconde Hamao Arata, el 8° Presidente de la Universidad de Tokio y el 11° de Ministro de Educación. Su familia tenía capillas tanto budista como sintoísta; pero su madre viuda se convirtió al catolicismo en 1942, y él y su hermano Minoru fueron bautizados en 1946. Estudió en la universidad Hitotsubashi y después ingresó al seminario. Posteriormente estudió en la Pontificia Universidad Urbaniana de Roma, siendo ordenado sacerdote el 21 de diciembre de 1957.
Después de su ordenación, volvió a Tokio, donde sirvió como secretario del cardenal arzobispo, secretario de la comisión litúrgica archidiocesana y, finalmente, capellán en la catedral.
Hamao estuvo en el Vuelo 351 de Japan Airlines donde fue secuestrado como pasajero en 1970.  Fue nombrado obispo titular de Oreto y auxiliar de Tokio el 5 de febrero de 1970 por el Papa Pablo VI, siendo consagrado el 29 de abril de 1970. El 30 de octubre de 1979 fue nombrado obispo de Yokohama, cargo que ocupó durante casi 20 años, hasta que dimitió el 15 de junio de 1998 para ser Presidente del Pontificio Consejo para la Pastoral de los Emigrantes e Itinerantes. Fue hecho arzobispo al mismo tiempo. Además presidió la rama regional de Caritas y la Conferencia Episcopal Japonesa en 1995.
Fue elevado al Colegio cardenalicio el 21 de octubre de 2003 por el Papa Juan Pablo II. Hamao recibió el título de cardenal diácono de San Juan Bosco en Via Tuscolana. 
Fue uno de los cardenales electores del cónclave de 2005 que eligió a Benedicto XVI. Dimitió del Consejo Pontificio en marzo de 2006, un mes después que la Congregación para las Causas de los Santos aprobara la beatificación de los 188 mártires japoneses del siglo XVII.
Su hermano menor Minoru sirvió al Príncipe Akihito como Chambelán del Palacio Oriental (tōgūjijū, 東宮侍従). El cardenal Hamao enseñó latín a Akihito, pero criticó un sesgo excesivamente occidentalizado y una teología sobre-intelectualizada en la Iglesia Católica. Poco después que pidiera al Papa Benedicto XVI que nombrase a más asiáticos a cargos de responsabilidad en la Curia Romana, el cardenal Ivan Dias se convirtió en prefecto de la Congregación para la Evangelización de los Pueblos.
El cardenal Hamao murió en 2007 a causa de un cáncer de pulmón, a los 77 años. El funeral tuvo lugar el 12 de noviembre en la Catedral de Santa María de Tokio y estuvo presidido por el cardenal Peter Seiichi Shirayanagi, representante del Papa Benedicto XVI. Está enterrado en el Cementerio de la Catedral de Yokohama.